# Tumlehed
Tumlehed är en tätort  på Hisingen i Göteborgs kommun i Västra Götalands län som i avgränsningen av SCB omfattar bostadsområdena Mossen och Mosskullen. År 1990 räknade SCB orten som småort med namnet Mossen + Mosskullen.
Norr om tätorten ligger ett naturområde med samma namn och som består av promenadvägar och stigar. Här finns flera fornminnen, bland annat hällmålningar där fyra skepp, en hjort och fyra fiskar avbildas.

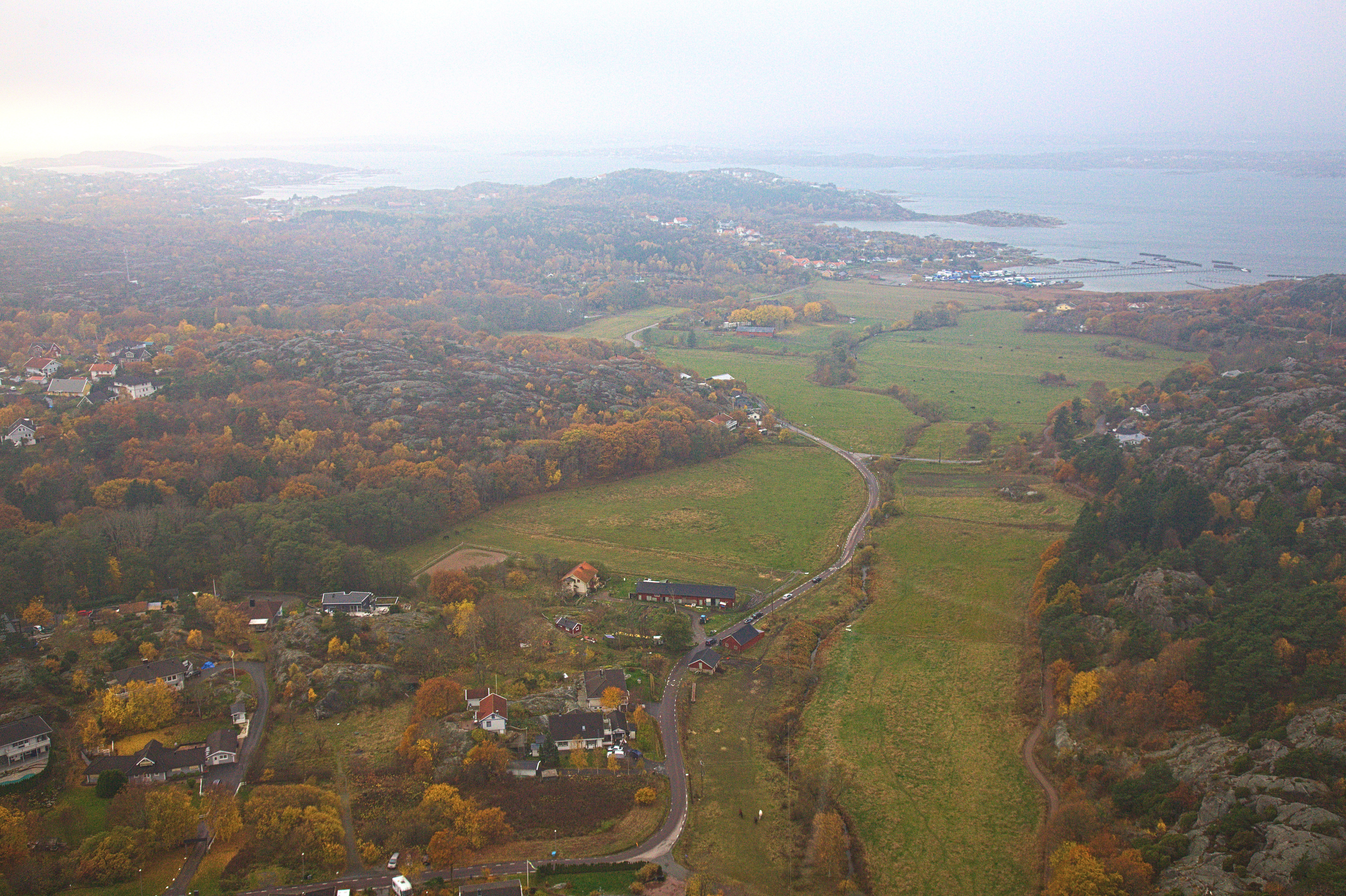
Helikopterbild över Mosskullen sett från nordost.

## Befolkningsutveckling
| Befolkningsutvecklingen i Tumlehed 1990–2020                     | Befolkningsutvecklingen i Tumlehed 1990–2020 | Befolkningsutvecklingen i Tumlehed 1990–2020 | Befolkningsutvecklingen i Tumlehed 1990–2020 | Befolkningsutvecklingen i Tumlehed 1990–2020 |
| ---------------------------------------------------------------- | -------------------------------------------- | -------------------------------------------- | -------------------------------------------- | -------------------------------------------- |
|                                                                  |                                              |                                              |                                              |                                              |
| År                                                               |                                              |                                              | Folkmängd                                    | Areal (ha)                                   |
| 1990                                                             | 1990                                         |                                              | 289                                          | 22#                                          |
| 1995                                                             | 1995                                         |                                              | 325                                          | 28                                           |
| 2000                                                             | 2000                                         |                                              | 400                                          | 36                                           |
| 2005                                                             | 2005                                         |                                              | 448                                          | 38                                           |
| 2010                                                             | 2010                                         |                                              | 475                                          | 38                                           |
| 2015                                                             | 2015                                         |                                              | 623                                          | 118                                          |
| 2020                                                             | 2020                                         |                                              | 676                                          | 110                                          |
| Anm.: Ny tätort 1995. sammanvuxen med Sillvik 2015 # Som småort. |                                              |                                              |                                              |                                              |

## Bilder

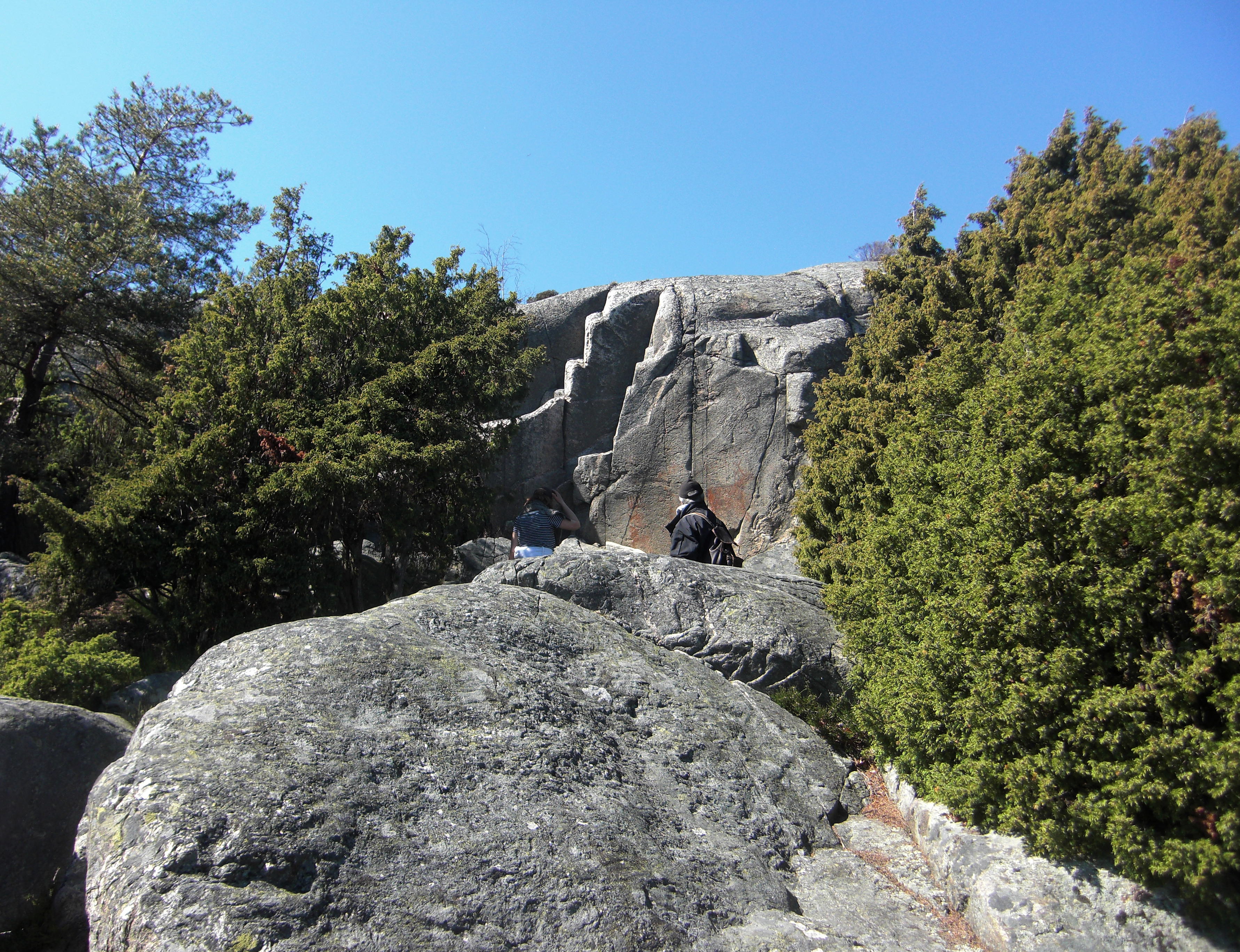
Översiktsbild över Tumleheds hällmålning.
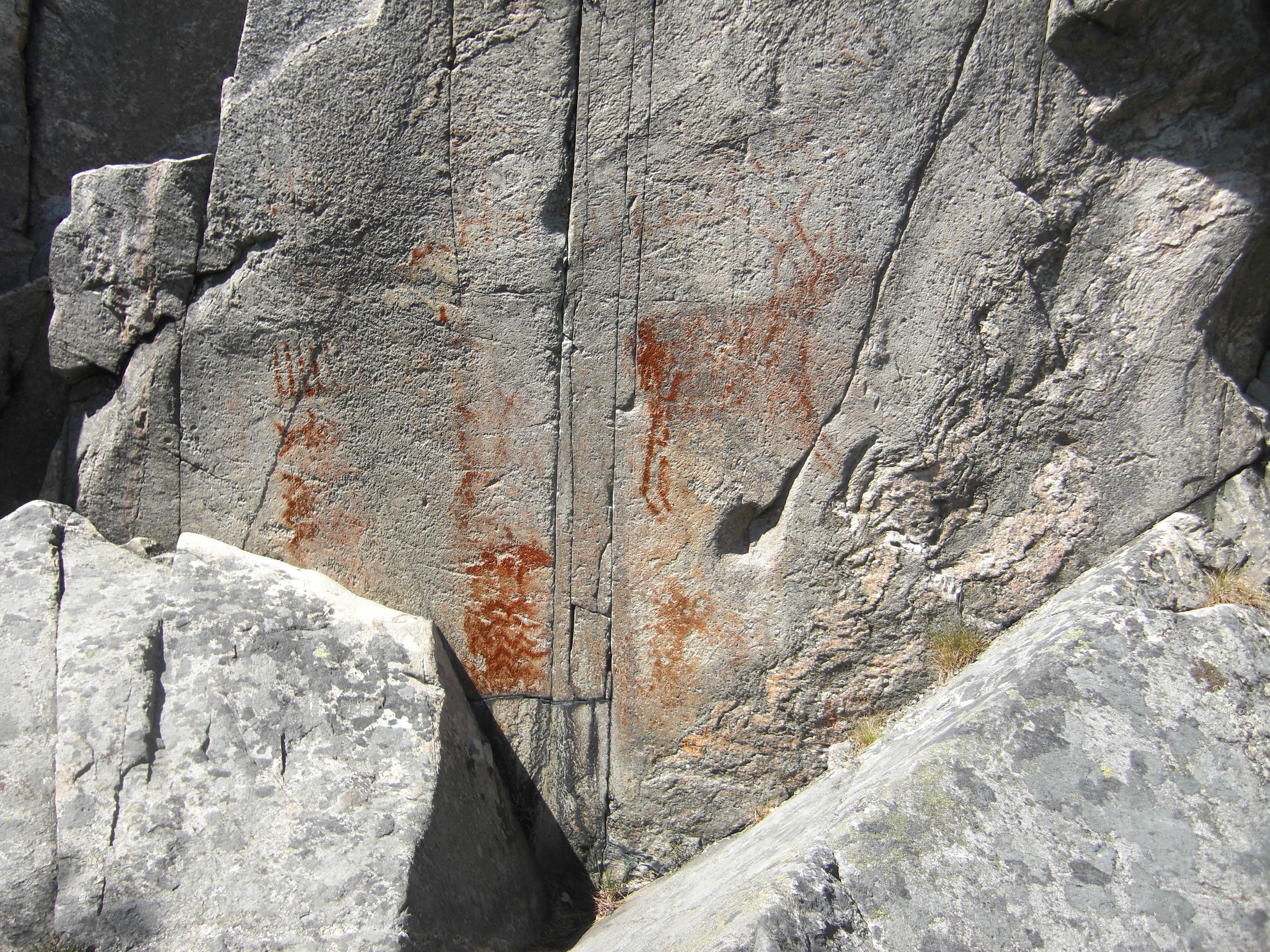
Bild på Tumleheds hällmålning.